# Cengkok
Cengkok (en ortografia antiga, chengkok) són els patrons que interpreten els instruments panerusan (o intruments d'elaboració) en el gamelan javanés. Són fórmules melòdiques que condueixen a la una nota final anomenada seleh, tot seguint les normes que indica el sistema de jerarquies tonals anomenat patet. Aquestes normes varien segons l'obra interpretada.
L'instrument amb un repertori més elaborat de cengkok és el gender barung. Per altra banda, instruments com el gambang o el siter no tenen una llista formal de cengkok i, per tant, l'execució de les obres amb aquests instruments varia segons l'intèrpret.
La majoria de cengkok provenen del repertori vocal, i de fet molts d'ells tenen noms que remeten a les lletres de les cançons originals, com per exemple la tonada Ayu kuning. Així doncs, és probable que durant el seu procés d'elaboració, els cengkok hagin incorporat patrons melòdics preexistents, el que es coneix acadèmicament amb el nom de centonització.